# Rhabdomastix (Rhabdomastix) otagana unilineata
Rhabdomastix (Rhabdomastix) otagana unilineata is een ondersoort van de tweevleugelige Rhabdomastix (Rhabdomastix) otagana uit de familie steltmuggen (Limoniidae). De ondersoort komt voor in het Australaziatisch gebied.